# Heliocles I
Heliocles I de Bactriana fue un rey Grecobactriano que habría gobernado entre los años 145 y 130 a. C. hasta la invasión tocaría de ese año. Familiar (hijo o hermano) y sucesor de Eucrátides I el Grande, fue probablemente el último rey griego que reinó sobre el país de Bactriana. De acuerdo al historiador romano Marco Juniano Justino, Eucrátides murió asesinado por su hijo y corregente, aunque omite mencionar el nombre del autor del crimen. El parricidio debió haber llevado a la inestabilidad política y a la guerra civil, lo que habría causado que las partes indias del imperio se perdieran en manos del rey indogriego Menandro I.
Alrededor del año 130 a. C., un pueblo nómada, los Yuezhi (o Tocarios), comenzaron a invadir Bactriana desde el norte, y podemos asumir que Heliocles fue asesinado en batalla durante esta invasión. Detalles desde fuentes chinas parecen indicar que la invasión nómada no acabó enteramente con la civilización bactriana. Las ciudades helenizadas habrían continuado existiendo por algún tiempo, y los bien organizados sistemas de agricultura no habrían sido demolidos.
Aunque este haya sido el final del reino grecobactriano original, los griegos continuaron gobernando en el noroeste de la India hasta el final del primer siglo a. C., bajo el Reino Indogriego. No está claro si la dinastía de Eucrátides desapareció con la muerte de Heliocles I, o si los miembros de la familia emigraron hasta el este. Muchos reyes indogriegos posteriores, incluyendo Heliocles II, acuñaron monedas que podrían asociarse con la dinastía.